# Arthur Heffter
Arthur Carl Wilhelm Heffter (15 giugno 1859 – 8 febbraio 1925) è stato un chimico e farmacologo tedesco.
Fu il primo presidente della German Society of Pharmacologists ed è stato di grande importanza nella realizzazione del primo manuale di Farmacologia Sperimentale. Effettuò il primo isolamento di una naturale sostanza psichedelica allo stato puro, isolando la mescalina dal Peyote nel 1897. Inoltre, ha condotto esperimenti sugli effetti assumendo Peyote egli stesso nel medesimo anno.